# Francišak Bahuševič
Frantsisjak Bahusjevitj, född 21 mars 1840 i Svironys, guvernementet Vilna, död 28 januari 1900 i Kusjljani, guvernementet Vilna, var en belarusisk poet, författare och advokat. Han anses ha lagt grunden till belarusiskan som ett modernt litteraturspråk.
Bahusjuevitj utbildade sig till advokat och arbetade även som lärare. 1863–64 deltog han i Januariupproret mot det ryska styret i det forna polsk-litauiska samväldet och gömde sig därefter Njezjin i Ukraina, där han arbetade som advokat. Han publicerade två diktsamlingar på belarusiska i latinsk skrift (łacinka), Dudka białoruska (Kraków, 1891) och Smyk białoruski (Posen, 1896), som trycktes utomlands och smugglades in i Ryssland. Verken hade en stor påverkan på utvecklande av belarusiska som litteraturspråk.